# .222 Rimmed
El .222 Rimmed es un cartucho de rifle de percusión central, originario de Australia en la década de 1960, desarrollado como cartucho para rifles de un solo tiro. El rendimiento es similar al del Remington .222, del que se basa. Sin embargo; las cargas deben reducirse ya que las paredes del casquillo son generalmente más gruesas. 
El .222 Rimmed también se ha utilizado como estuche principal para "Wildcats", similar a los basados en el casquillo del .222 Remington, como las versiones con borde del .17 Mach IV, el .17-222 y el .20 VarTarg . 